# Manuel de Melo
Manuel Augusto José de Melo (anciennement Manuel Augusto José de Mello) GOC - GCB - GCMAI (né à Sintra, São Martinho, le 26 juillet 1895 - Lisbonne, Santa Catarina, le 15 octobre 1966) était un homme d'affaires portugais. 
Figure discrète mais incontournable de l'histoire du capitalisme portugais, Manuel de Mello est issu de l'aristocratie portugaise. La famille de son père possédait des titres remontant à l'Ancien Régime, tels que le comte de São Lourenço, le marquis de Sabugosa et le comte de Cartaxo. La famille de sa mère était bien implantée dans les milieux capitalistes.
Manuel de Mello a vécu en Suisse avant de retourner au Portugal après la chute de la monarchie. Il étudie à l'Institut commercial de Zurich, mais ne termine pas ses études. À son retour au Portugal, il est appelé au service militaire pendant la Première Guerre mondiale, où les Portugais combattent dans le Corps expéditionnaire portugais.
Son mariage avec la fille unique d'Alfredo da Silva, le plus grand industriel portugais de l'époque, sera déterminant pour son avenir. Alfredo da Silva est le fondateur du groupe CUF, un grand conglomérat industriel qui a débuté dans l'industrie chimique et qui est devenu le plus grand groupe d'entreprises de la péninsule ibérique au milieu du XXe siècle. La gestion de Manuel de Mello a contribué de manière significative à la croissance du groupe, en l'aidant à étendre et à diversifier ses activités - dans le transport (aérien et maritime), l'industrie alimentaire, les machines électroniques et le secteur financier.
Ses fils Jorge de Mello et José Manuel de Mello ont continué à diriger le groupe, ce qui a pris fin avec les nationalisations qui ont eu lieu pendant la révolution des Œillets. Malgré tout, les deux frères reprennent leurs activités économiques au Portugal - Jorge de Mello avec Tabaqueira, Nutrinveste et Sovena, axées sur l'industrie du tabac et, surtout, l'industrie agroalimentaire ; et José Manuel avec Banco Mello et le Grupo José de Mello, avec des activités dans la banque, la santé privée, les concessions d'autoroutes et l'industrie chimique.